# Paracora maculifemora
Paracora maculifemora är en insektsart som beskrevs av Piza Jr. 1977. Paracora maculifemora ingår i släktet Paracora och familjen vårtbitare. Inga underarter finns listade i Catalogue of Life.